# Jaralla Al-Marri
Jaralla Al-Marri (en árabe: جار الله المري‎; Ar Rayyan; 3 de abril de 1988) es un exfutbolista de Catar que jugaba en la posición de delantero.

## Carrera

### Club
| Periodo   | Club                      | Apariciones | Goles |
| --------- | ------------------------- | ----------- | ----- |
| 2007–2018 | Al-Rayyan SC              | 60          | 21    |
| 2009–2010 | → Al-Kharitiyath (cedido) | 20          | 6     |
| 2015–2017 | → Al-Kharitiyath (cedido) | 24          | 4     |
| 2017      | → Al-Sailiya SC (cedido)  | 5           | 0     |

### Selección nacional
Jugó para Catar en 26 ocasiones de 2010 a 2013 y anotó cuatro goles; participó la Copa Mundial de Fútbol Sub-17 de 2005, en los Juegos Asiáticos de 2010 y en la Copa Asiática 2011.

## Logros
- Copa del Emir de Catar (2): 2011, 2013
- Copa de Catar (1): 2012
- Copa del Jeque Jassem (3): 2012, 2013, 2018

## Estadísticas

### Goles con selección nacional
| #  | Fecha      | Sede                                  | Rival   | Marcador | Resultado | Torneo                             |
| -- | ---------- | ------------------------------------- | ------- | -------- | --------- | ---------------------------------- |
| 1. | 25-11-2010 | Al-Wihda Stadium, Zinjibar, Yemen     | Yemen   | 1–1      | 2–1       | Copa de Naciones del Golfo de 2010 |
| 2. | 25-11-2010 | Al-Wihda Stadium, Zinjibar, Yemen     | Yemen   | 2–1      | 2–1       | Copa de Naciones del Golfo de 2010 |
| 3. | 10-12-2011 | Jassim Bin Hamad Stadium, Doha, Catar | Baréin  | 1–0      | 2–2       | Juegos Panarábicos de 2011         |
| 4. | 24-5-2013  | Jassim Bin Hamad Stadium, Doha, Catar | Letonia | 3–1      | 3–1       | Amistoso                           |